# Gulbene
Gulbene es una villa situada al noreste de Letonia, capital del municipio homónimo.
A 1 de enero de 2016 tiene 8057 habitantes.
Se sitúa sobre a medio camino entre Valmiera y Rēzekne en la ruta continua que forman las carreteras P18, P27 y P36.

## Patrimonio

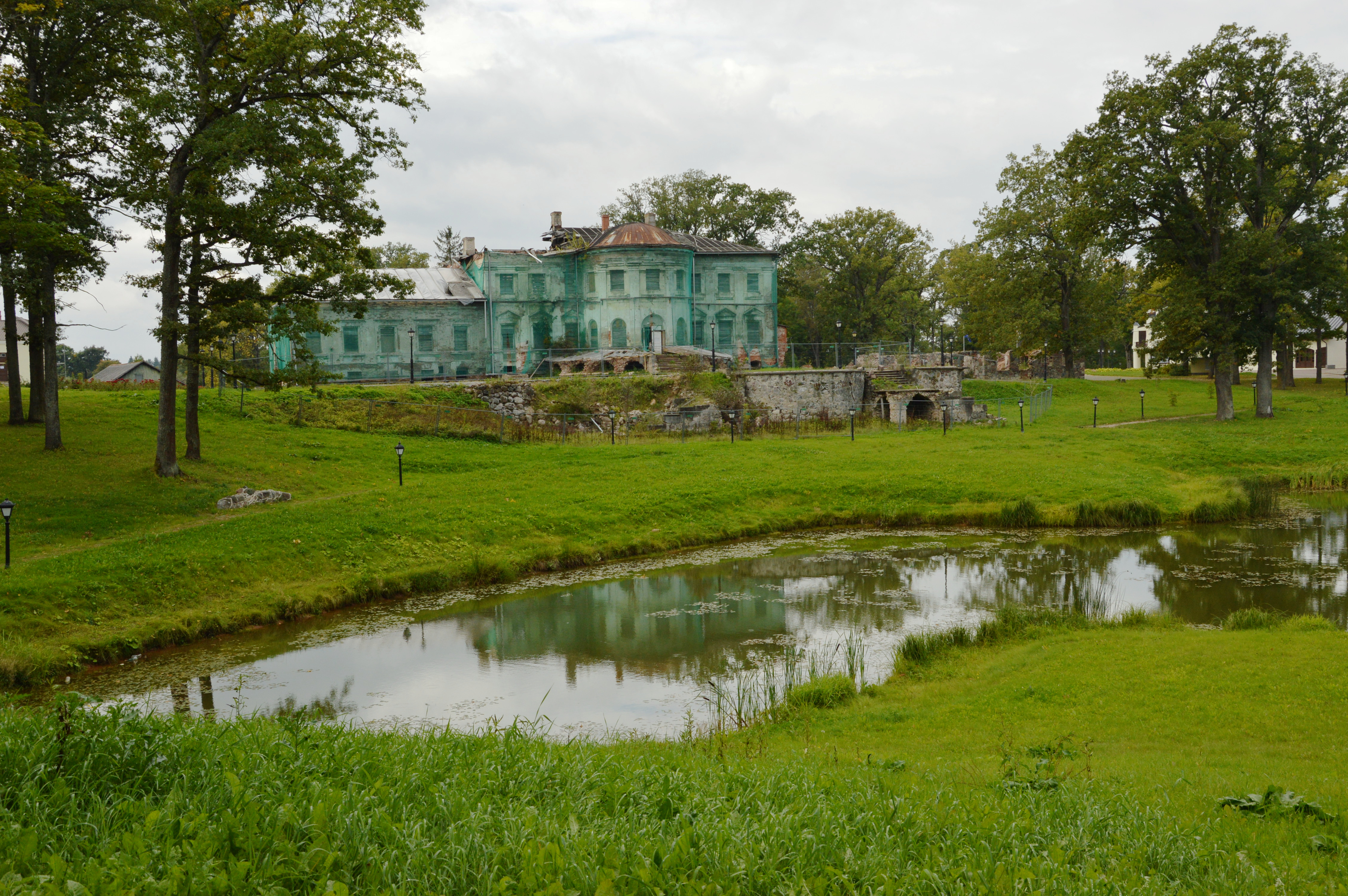
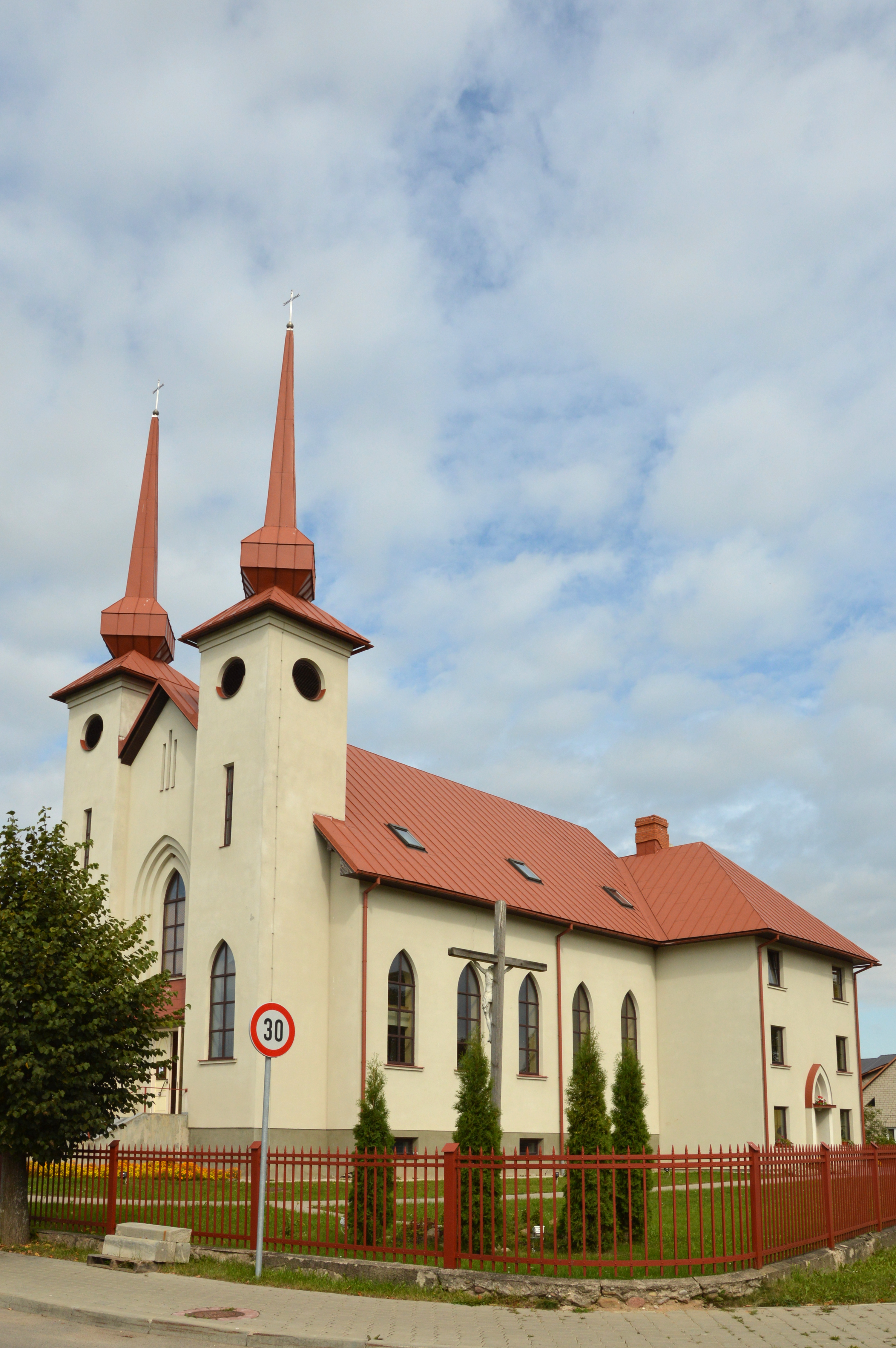
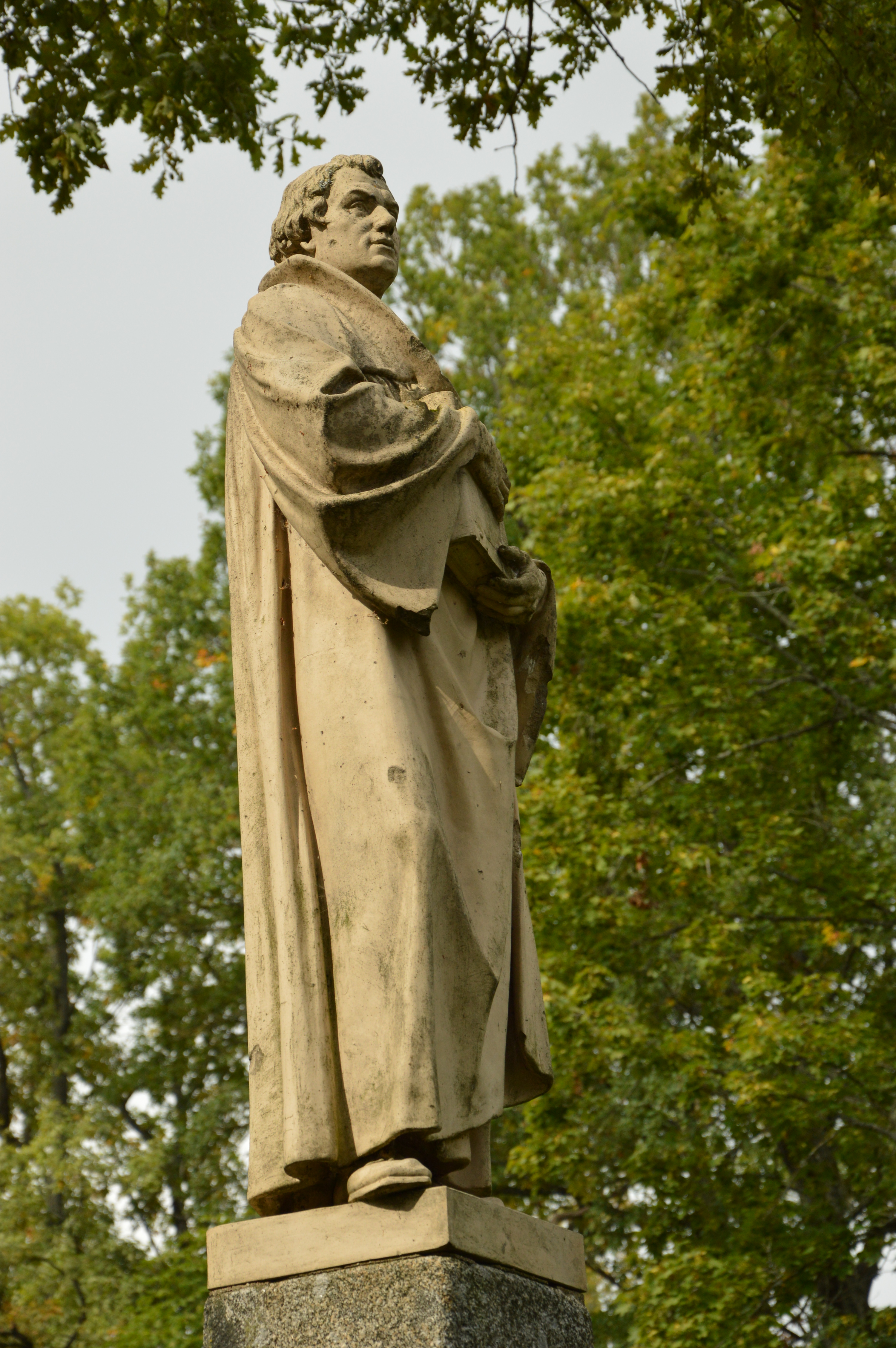
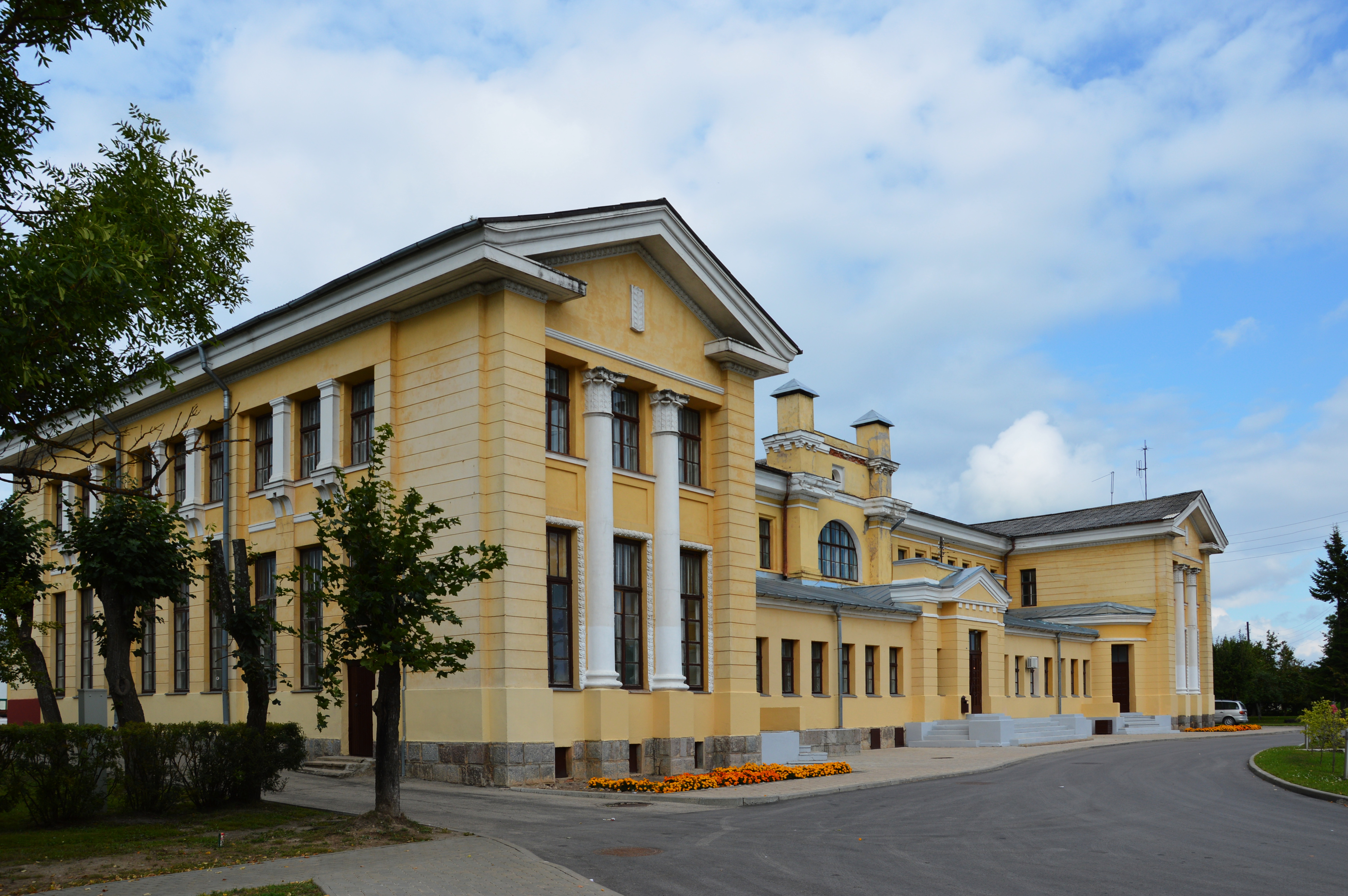
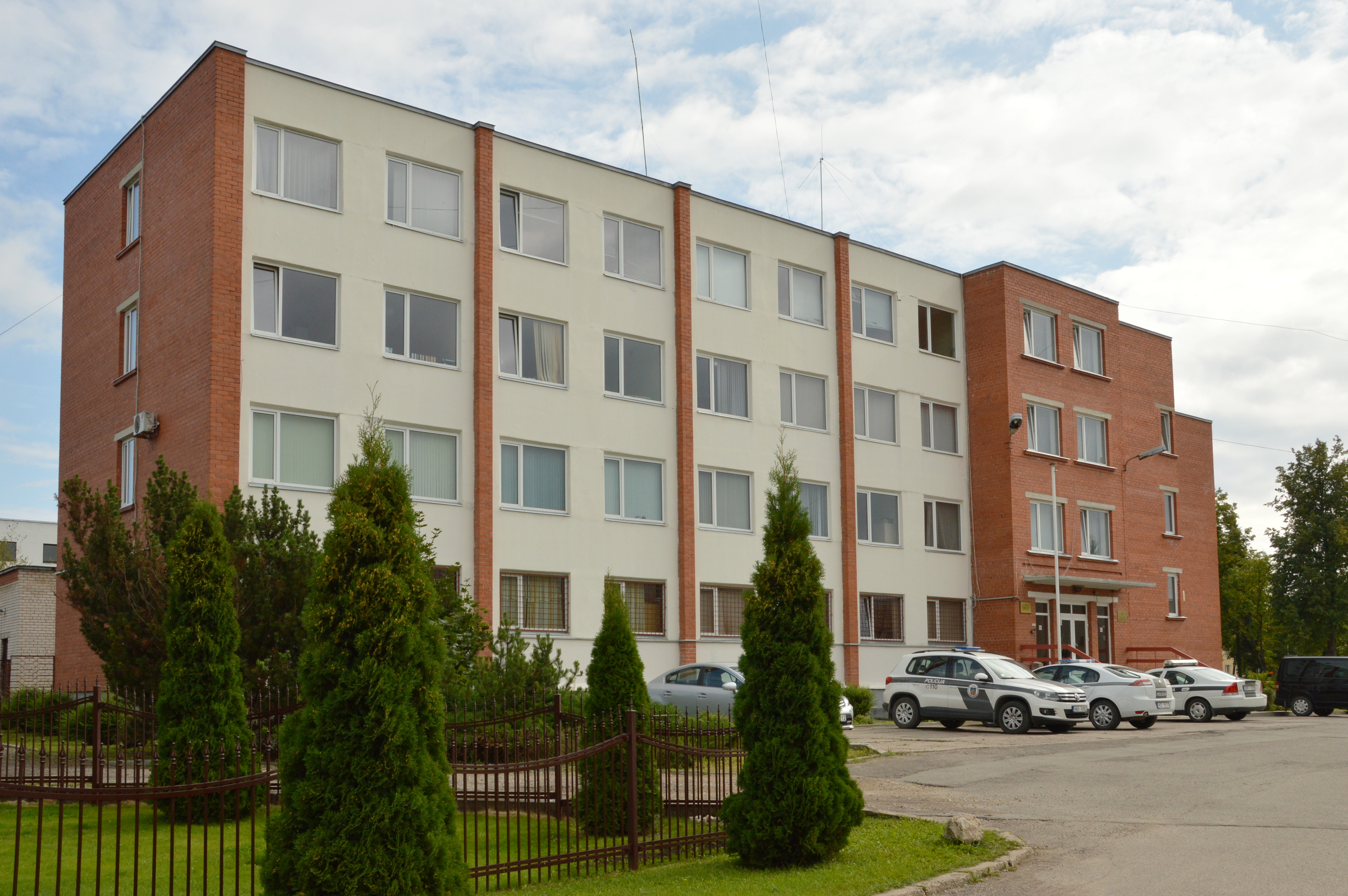
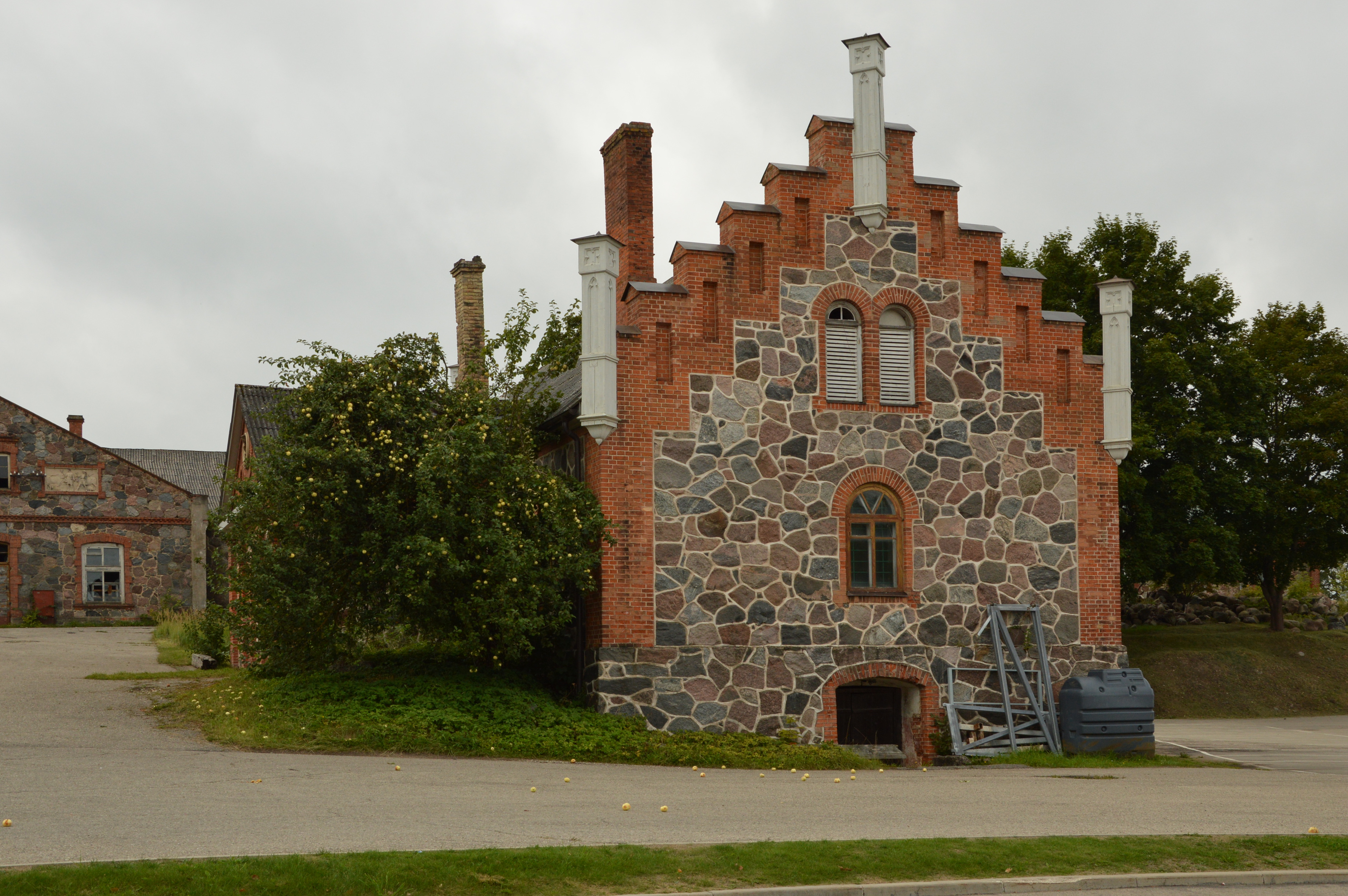
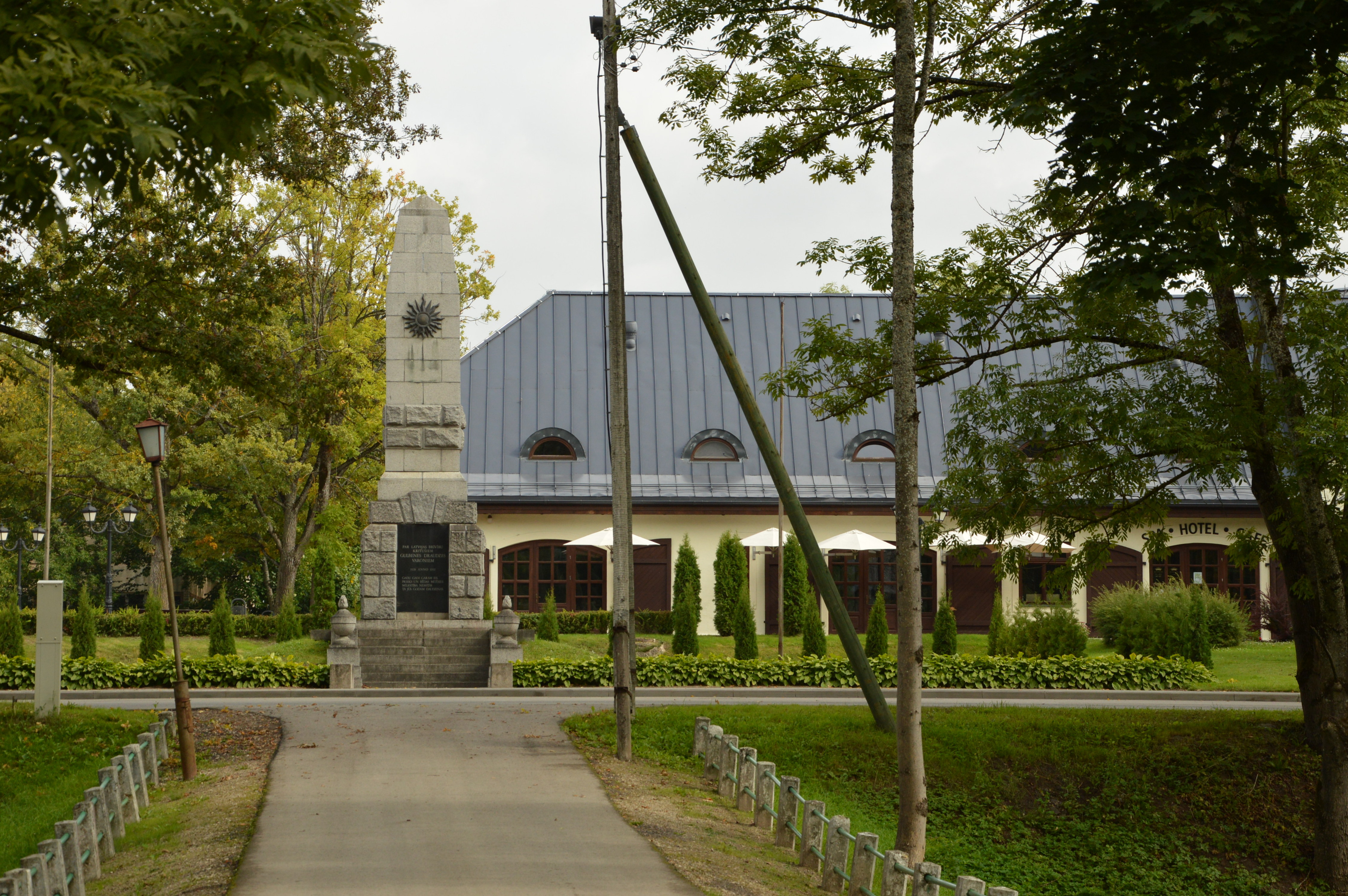
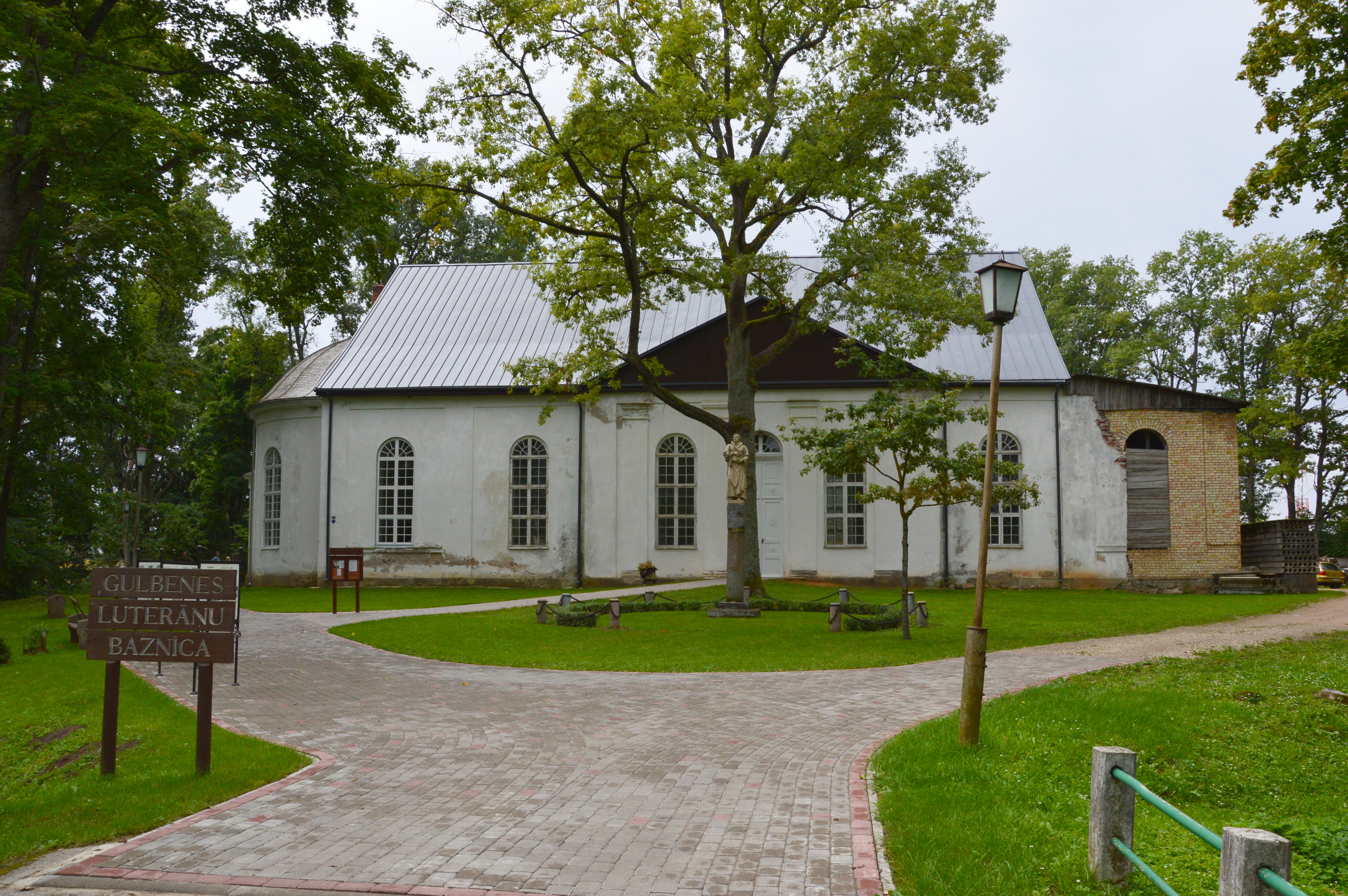

## Ciudades hermanadas
- Them,  Dinamarca.
- Rietavas,  Lituania.